# FNN Five to 4:00
『FNN Five to 4:00』（エフエヌエヌ ファイブ・トゥ・フォー）は、フジテレビ（FNN）で放送された5分間のニュース番組である。
「Five to 4:00」は「あと5分で、4時になります。」と言う意味である。

## 概要
この番組は、14時からの2時間枠ワイドショー番組『ビッグトゥデイ』が開始されたことに伴い、それまでの『FNNニュース2:00』に代わるニュース枠として新設された。関西テレビでは、『FNNニュース2:00』と同様に『KTVニュースフラッシュ』との番組タイトルで放送された。

## 放送期間
- 1995年10月 - 1997年3月28日

## 放送時間
- 月 - 金  15:55 - 16:00(JST)

| フジテレビおよびFNN系列 平日午後のFNNスポットニュース | フジテレビおよびFNN系列 平日午後のFNNスポットニュース | フジテレビおよびFNN系列 平日午後のFNNスポットニュース    |
| 前番組                                                | 番組名                                                | 次番組                                                   |
| ----------------------------------------------------- | ----------------------------------------------------- | -------------------------------------------------------- |
| FNNニュース2:00                                       | FNN Five to 4:00                                      | FNNニュース3:50                                          |
| フジテレビ 平日15:55 - 16:00枠                        |                                                       |                                                          |
| 3時ヨこい! （15:00 - 16:00）                          | FNN Five to 4:00                                      | 郁恵・井森の お料理BAN!BAN! （15:55 - 16:20） ※5分繰上げ |